# Дрен Абази
Дрен Абази (алб. Dren Abazi; Приштина, 13. фебруар 1985) албански је кантаутор и музички продуцент са Косова и Метохије. Оснивач је и главни вокалиста популарне музичке групе Zig Zag Orchestra.

## Биографија
Рођен је 13. фебруара 1985. године у Приштини, у албанској породици. Иако је као млад почео да ради као гитариста за различите локалне рок групе, привукао је пажњу јавности и медија након што је 2008. основао сопствени састав Zig Zag Orchestra. Брзо је стекао славу 2011. након што је компоновао и извео „Ti dhe Une”, дует са албанском певачицом Ањезом Шахини. Песма је брзо постала хит у Албанији и изабрана је за песму године од стране националне телевизије Top Channel.
Године 2014. његова песма „Naten” постала је део саундтрека за филм Хајде да будемо пандури, у којем су глумили Енди Гарсија и Нина Добрев. Поред тога, песма је део албума Afterparty из 2012. године, који је освојио Националну награду Култ за најбољи албански албум године.

## Дискографија

### Албуми
- —  (2003)
- —  (2012)
- —  (2017)

### Синглови
- „” (2009)
- „” (2010)
- „” (2010)
- „” (2010)
- „” (2010)
- „” (2011)
- „” (2011)
- „” (2011)
- „” (2012)
- „” (2013)
- „” (2013)
- „” (2014)
- „” (2014)
- „” (2015)
- „” (2016)
- „” (2017)
- „” (2018)
- „” (2020)